# Bottniska viken

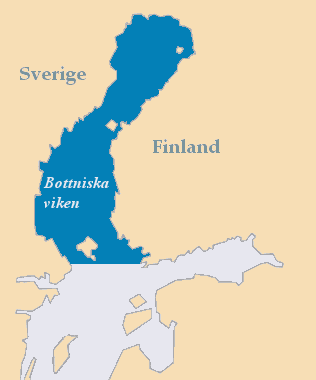
Bottniska viken.

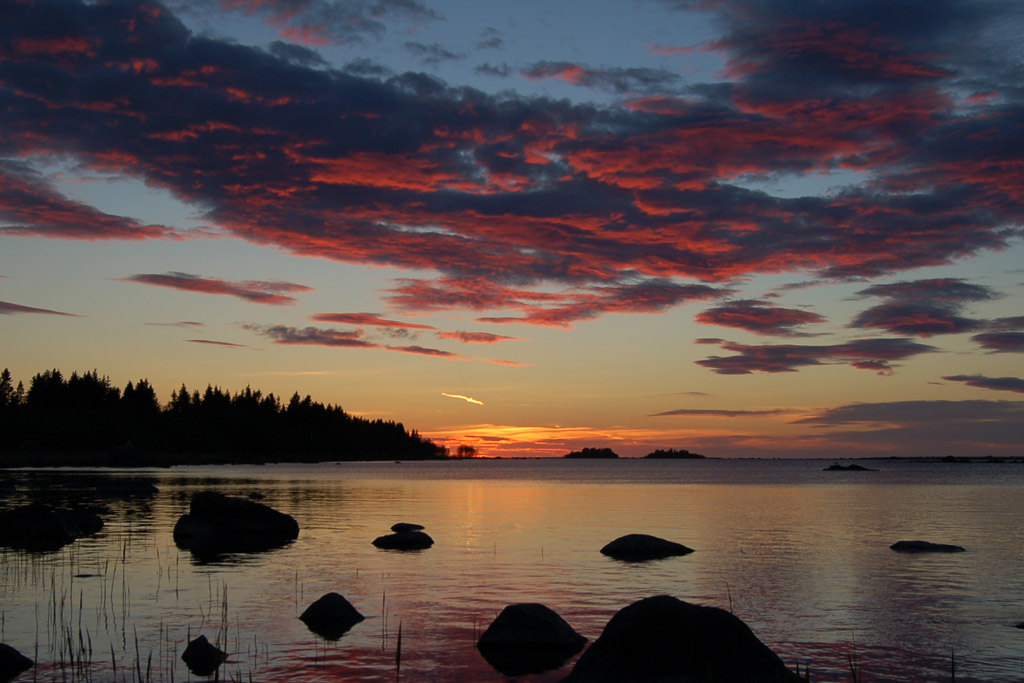
Solnedgång vid Bottniska viken i Finland i juni 2006.

Bottniska viken (finska: Pohjanlahti) är Östersjöns nordligaste vik som ligger mellan Sverige och Finland. Bottniska viken är 587 kilometer lång och omfattar 116 300 kvadratkilometer.[källa behövs] Bottniska viken delas från norr in i följande delar: Bottenviken, Norra Kvarken, Bottenhavet, Södra kvarken, Ålands hav och Skärgårdshavet. Namnet ”botten” betydde ursprungligen vik.

## Geofysiska data
Viken är 587 kilometer lång, 80–240 kilometer bred, medeldjupet uppgår till 55 meter (31 famnar) och tröskeldjupet (i en smal ränna mellan Ålands hav och egentliga Östersjön) cirka 70 meter. Det största djupet är 301 meter (i Ålands hav, 169 famnar). Ytan är 116 300 kvadratkilometer och volymen uppgår till 6 440 kubikkilometer.
Ett flertal älvar på båda sidor har sitt utlopp i Bottniska viken. Som en konsekvens av detta förekommer en salinitetsgradient från norr till söder. I söder förekommer samma bräckta vatten som i Östersjön, men i norr är saliniteten så låg att många sötvattenfiskar kan leva där. Eftersom havet är nästan sött så är viken frusen upp till fem månader om året.[källa behövs] Isläggningen i Östersjön både inleds och avslutas där.

## Geologisk historia
För områdets geologiska historia, se Östersjön.

## Historia
Antiken
325 f.Kr. reste den grekiske upptäcktsresanden Pytheas genom nordvästra Europa. Teorier har framlagts att ett hav som Pytheas kallade cronium mare (svenska: fruset hav) och vilket utifrån de avstånd han nedtecknade skulle kunna varit Bottniska viken.
Medeltiden
Vissa historiker anser att den norske sjöfararen Ottar syftade på Bottniska viken när han talade om Kvänhavet i samband med Kvänland på 800-talet. 
Bottniska viken nämns i det medeltida manuskriptet Flatöboken och Fundin Noregr (Hur Norge byggdes) under namnet Helsingia botten (Helsingiabottn) i vilken det berättas  om hur Nór  en ättling till den mytiske kungen Fjornot , beger sig ut på havet (Bottniska viken) med sitt skepp och söker efter den kidnappade systern Gói på de olika öarna och reven. 
Bottniska viken kallades även på medeltiden för Norra viken (Norra butn eller Norrabutnn), vilket sedan fått ge namn åt landskapet Norrbotten.
Det är även möjligt att den danske kartografen Claudius Clavus menade Bottenviken när han använde termen Mare Gotticus på 1400-talet, medan den tyske kartografen Nikolaus Germanus inkluderar viken i sin karta, men inte namnger den. 
Under 1300-talets senare del och så sent som på 1430-talet var Vitaliebröderna närvarande i Bottniska viken som sjörövare.

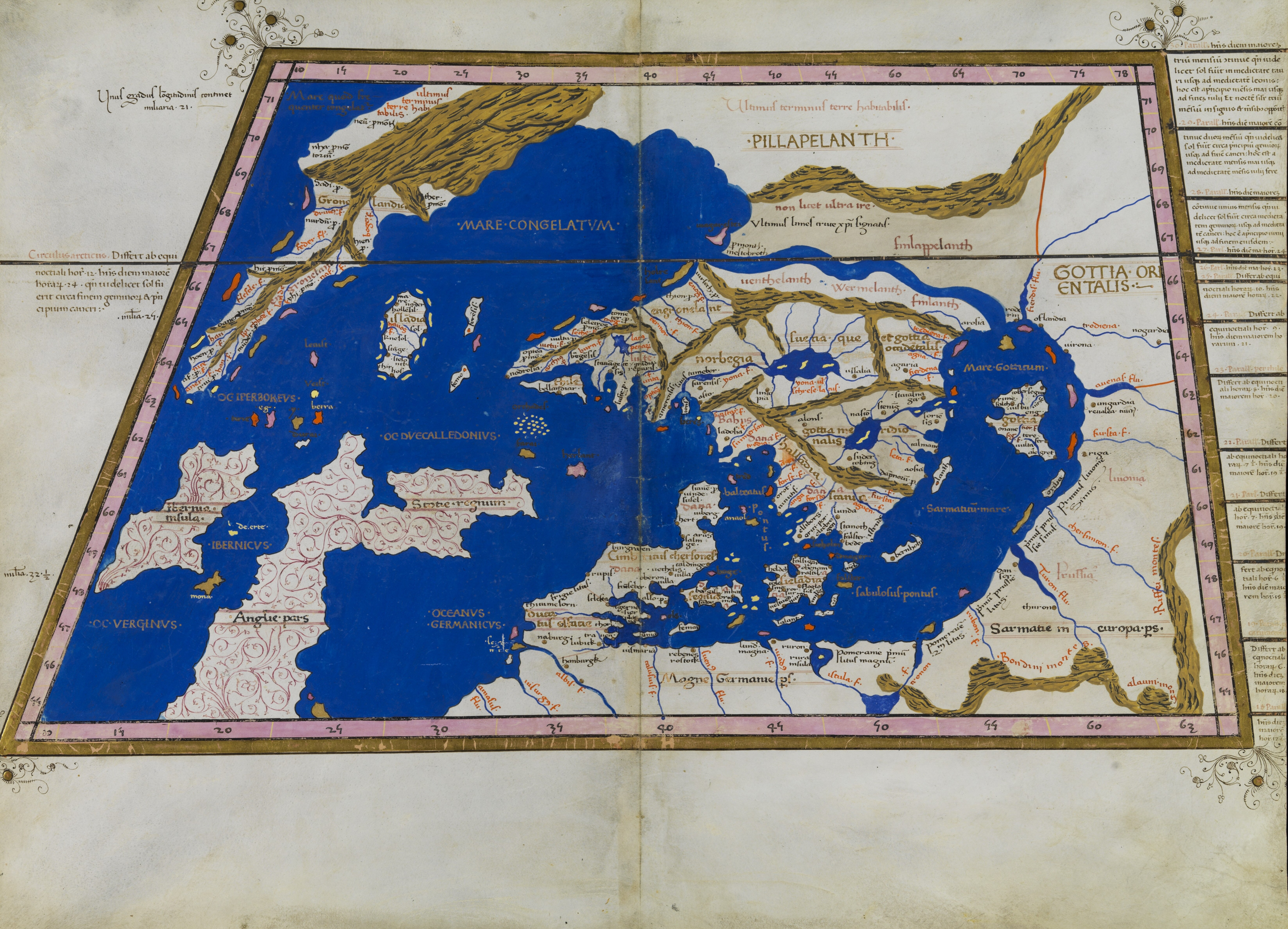
Clavus karta med Mare Gotticus längst upp till höger.

1700-talet argumenterade Olof Rudbeck för att Bottniska viken var "det enda vatten, som egentligen heter Botn och haver intet annat tillnamn".Rudbeck visade på att på tidigare kartor så föregicks liknande namn med Euxiniska Botn eller Finska Botn, medan Bottniska viken kallades kort och gott Botn (eller Bodem,Boddem och Boddiam.  
Åren 1854–1855 befann sig den engelska och den franska flottan i Bottniska viken med anledning av Krimkriget. Planen var att blockera Bottniska viken så att Ryssland inte skulle kunna skicka förstärkningar till Krimhalvön. Ett försök av den ryska flottan att belägra Bomarsunds fästning ledde till slaget vid Bomarsund mellan den ryska och de engelska och franska flottan där  ryssarna förlorade.
1836 började ångbåtar trafikera Bottniska viken och man kunde resa så långt som Uleåborg och Torneå, men och med utbyggnaden av järnvägen som inleddes 1857 försvann stora delar av den tidigare ångbåtstrafiken.

## Ekonomi
Vidsträckta skogsmarker täcker landet kring Bottniska viken. Dessa skogsområden har under historisk tid brukats för olika ändamål. På 1700- och 1800-talen förekom tjärbränning i stor skala, medan den använts för råmaterial i pappersbruk sedan början av 1900-talet. Älvarna har ofta använts som transportleder i äldre tider och fabrikerna finns vid kusterna.

## Regioner
De svenska landskapen Norrbotten, Västerbotten, Ångermanland, Medelpad, Hälsingland, Gästrikland och Uppland ligger vid Bottniska viken.
På den finska sidan återfinns landskapen Lappland (med Nordbotten), Norra Österbotten, Mellersta Österbotten, Österbotten, Satakunda, Egentliga Finland och Åland vid Bottniska viken.

## Större älvar (i alfabetisk ordning)
- Dalälven
- Kalix älv
- Kemi älv
- Lule älv
- Piteälven
- Skellefte älv
- Torne älv
- Ule älv
- Ume älv
- Ångermanälven

## Större städer (i alfabetisk ordning)
- Björneborg
- Gävle
- Karleby
- Luleå
- Skellefteå
- Sundsvall
- Uleåborg
- Umeå
- Vasa
- Örnsköldsvik